# Trento (vino)
Trento è una DOC riservata ad alcuni vini la cui produzione è consentita nella provincia autonoma di Trento.

## Zona di produzione
La zona di produzione comprende le particelle fondiarie, di sicura vocazione viticola dei comuni di: Ala, Albiano, Aldeno, Arco, Avio, Besenello, Bleggio inferiore, Bleggio superiore, Borgo Valsugana, Brentonico, Calavino, Caldonazzo, Calliano, Carzano, Castelnuovo, Cavedine, Cembra, Cimone, Civezzano, Dorsino, Drena, Dro, Faedo, Faver, Garniga, Giovo, Grumes, Isera, Ivano Fracena, Lasino, Lavis, Levico, Lisignago, Mezzocorona, Mezzolombardo, Mori, Nago-Torbole, Nave San Rocco, Nogaredo, Nomi, Novaledo, Ospedaletto, Padergnone, Pergine Valsugana, Pomarolo, Riva del Garda, Roncegno, Roverè della Luna, Rovereto, San Michele all’Adige, Scurelle, Segonzano, Spera, Spormaggiore, Stenico, Storo, Strigno, Telve, Telve di sopra, Tenna, Tenno, Terlago, Terragnolo, Ton, Trambileno, Trento, Valda, Vallarsa, Vezzano, Vigolo Vattaro, Villa Agnedo, Villa Lagarina, Volano e Zambana.

## Storia
I vinaccioli rinvenuti nell'insediamento palafitticolo di Ledro certificano che la coltivazione della vite in Trentino risale all'età del Bronzo antico (1800-1600 a.C.). Tra i numerosissimi ritrovamenti più recenti risalta la situla reto-etrusca del IV secolo a.C. scoperta a Cembra, cu cui è incisa un'iscrizione etrusca che esalta il consumo simposiale del vino.
Nel III secolo a.C. era già fiorente il commercio enologico, come risulta dalla stele funeraria rinvenuta a Passavia e dedicata al commerciante di vini trentino P. Tenatius Essimnus.
Intorno al 1.100 si iniziò a regolamentare la produzione: negli statuti di Trento vennero inserite norme protezioniste per ostacolare l'importazione.

Lo storico Michelangelo Mariani nel 1670 evidenziò l'importanza economica delle produzioni vinicole locali: 
La modernizzazione della viticoltura trentina iniziò nel 1874, con la costituzione dell’Istituto Agrario di S. Michele all'Adige.
Arminio Valentini, titolare dell'omonima ditta fornitrice di vino alla Casa imperiale d'Austria (insignita del titolo di Weinfeld nel 1760), fu il primo spumantista del Trentino: nel 1899 già produceva lo "Champagne A. Valentini". Fondamentale nello sviluppo della spumantistica metodo classico in provincia di Trento fu poi Giulio Ferrari, che sviluppò la produzione in terra trentina di un vino spumeggiante quale quello prodotto in Francia.
Nell'estate del 2007, per iniziativa di Camera di Commercio di Trento, Fondazione Edmund Mach, Provincia autonoma di Trento, Istituto TRENTO D.O.C e di alcuni produttori, nasce il marchio collettivo TRENTODOC, introdotto per conferire identità ed immagine unitaria alla produzione locale; i soci si impegnano a seguire un disciplinare comune più restrittivo di quello ufficiale. 

## Tecniche di produzione
La denominazione è riservata al vino spumante ottenuto con il metodo della rifermentazione in bottiglia, mantenuto almeno quindici mesi sui lieviti; è consentito indicare l'annata di produzione delle uve se la rifermentazione dura almeno ventiquattro mesi; per accedere alla menzione Riserva ne devono trascorrere almeno trentasei e l'annata di produzione è obbligatoria. 
Il riferimento al vitigno è consentito solo su etichette complementari e con caratteri di dimensioni ridotte al 50%. Su tali etichette è obbligatorio riportare l'anno di sboccatura per i vini che non riportano l'annata di produzione.

## Disciplinare
La DOC Trento è stata istituita con D.M. 09.07.1993 pubblicato sulla Gazzetta Ufficiale n. 169 del 21.07.1993
 Successivamente è stato modificato con
- D.M. 25.09.2001, G.U. 236 - 10.10.2001
- D.M. 30.10.2002, G.U. 261 - 07.11.2002
- D.M. 30.11.2011, G.U. 295 - 20.12.2011
- D.M. 07.03.2014, Pubblicato sul sito ufficiale del Mipaaf
- La versione in vigore è stata approvata con Provvedimento Ministeriale 19/10/2015[1]

## Tipologie

### Spumante bianco
È prevista la menzione Riserva
|                                | DOC                                                                      | Riserva                                                                  |
| uvaggio                        | Chardonnay, Pinot bianco, Pinot nero, Pinot Meunier anche congiuntamente | Chardonnay, Pinot bianco, Pinot nero, Pinot Meunier anche congiuntamente |
| titolo alcolometrico minimo    | 11,50% vol.                                                              | 12,0% vol.                                                               |
| acidità totale minima          | 5,0 g/l.                                                                 | 5,0 g/l.                                                                 |
| estratto secco minimo          | 16,0 g/l                                                                 | 17,0 g/l                                                                 |
| resa massima di uva per ettaro | 150 q.                                                                   | 150 q.                                                                   |
| resa massima di uva in vino    | 70%                                                                      | 70%                                                                      |

### Spumante rosato
È consentita l'indicazione alternativa Rosé
È prevista la menzione Riserva
|                                | DOC                                                                      | Riserva                                                                  |
| uvaggio                        | Chardonnay, Pinot bianco, Pinot nero, Pinot Meunier anche congiuntamente | Chardonnay, Pinot bianco, Pinot nero, Pinot Meunier anche congiuntamente |
| titolo alcolometrico minimo    | 11,50% vol.                                                              | 12,0% vol.                                                               |
| acidità totale minima          | 5,0 g/l.                                                                 | 5,0 g/l.                                                                 |
| estratto secco minimo          | 17,0 g/l                                                                 | 17,0 g/l                                                                 |
| resa massima di uva per ettaro | 150 q.                                                                   | 150 q.                                                                   |
| resa massima di uva in vino    | 70%                                                                      | 70%                                                                      |